# Firehouse, Engine Company 33
La Firehouse, Engine Company 33  es una estación de bomberos histórica ubicada en Nueva York, Nueva York. La Firehouse, Engine Company 33 se encuentra inscrita como un Hito Histórico Neoyorquino en la Comisión para la Preservación de Monumentos Históricos de Nueva York al igual que en el Registro Nacional de Lugares Históricos desde el 16 de marzo de 1972.  

## Ubicación
La Firehouse, Engine Company 33 se encuentra dentro del condado de Nueva York en las coordenadas 40°43′37″N 73°59′35″O / 40.726944, -73.993056.